# Dorothy Patrick
Pour les articles homonymes, voir Patrick.

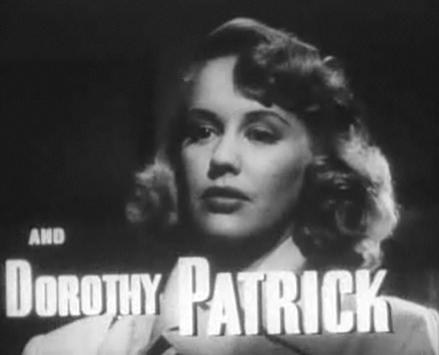
Dans L'Assassin sans visage (1949)

Dorothy Patrick, née Dorothy Wilma Davis à Winnipeg, (Manitoba, Canada) le 3 juin 1921, et morte à Los Angeles (Californie, États-Unis) le 31 mai 1987, est une actrice d'origine canadienne.

## Biographie
Installée aux États-Unis, où elle est d'abord mannequin, Dorothy Patrick (du nom de son premier époux) débute au cinéma en 1939, avec un petit rôle non crédité dans un court métrage. Elle tourne ensuite de 1944 à 1956, avant une ultime apparition (à nouveau un petit rôle non crédité) en 1966. Au total, elle contribue à quarante-deux films américains (voir liste ci-dessous).
À la télévision, elle participe à seize séries, de 1951 à 1956, année où elle se retire quasi-définitivement (si l'on excepte sa dernière prestation sus-visée, en 1966).

## Filmographie complète
Au cinéma
- 1939 : For Your Convenience d'Ira Genet (court métrage)
- 1944 : Un fou s'en va-t-en guerre (Up in Arms) d'Elliott Nugent
- 1946 : La Pluie qui chante (Till the Clouds Roll By) de Richard Whorf
- 1946 : Boys' Ranch de Roy Rowland
- 1947 : The Mighty McGurk de John Waters
- 1947 : La Nouvelle-Orléans (New Orleans) d'Arthur Lubin
- 1947 : Le Mur des ténèbres (High Wall) de Curtis Bernhardt
- 1948 : Alias a Gentleman de Harry Beaumont
- 1949 : L'Assassin sans visage (Follow Me Quietly) de Richard Fleischer et Anthony Mann
- 1949 : Les Sœurs casse-cou (Come to the Stable) de Henry Koster
- 1950 : Federal Agent at Large (en) de George Blair
- 1950 : Belle of Old Mexico de R. G. Springsteen
- 1950 : Destination Big House (en) de George Blair
- 1950 : 711 Ocean Drive de Joseph M. Newman
- 1950 : The Blonde Bandit (en) de Harry Keller
- 1950 : Lonely Heart Bandits (en) de George Blair
- 1950 : House by the River de Fritz Lang
- 1950 : Under Mexicali Stars de George Blair
- 1950 : Tarnished de Harry Keller
- 1951 : The Big Gusher de Lew Landers
- 1951 : La Femme de mes rêves (I'll see you in my Dreams) de Michael Curtiz
- 1952 : Retreat, Hell ! de Joseph H. Lewis
- 1952 : Chantons sous la pluie (Singin' in the Rain) de Stanley Donen et Gene Kelly
- 1952 : Road Agent (en) de Lesley Selander
- 1952 : Scaramouche de George Sidney
- 1952 : La Carte forcée (The Sellout) de Gerald Mayer
- 1952 : Desert Passage de Lesley Selander
- 1952 : Les Ensorcelés (The Bad and the Beautiful) de Vincente Minnelli
- 1952 : Les Vainqueurs de Corée (Battle Zone) de Lesley Selander
- 1953 : Tangier Incident de Lew Landers
- 1953 : Half a Hero de Don Weis
- 1953 : La Madone gitane (Torch Song) de Charles Walters
- 1953 : Man of Conflict de Hal R. Makelim
- 1953 : Savage Frontier de Harry Keller
- 1954 : L'Escadrille Panthère (Men of the Fighting Lady) d'Andrew Morton
- 1954 : The Outlaw Stallion de Fred F. Sears
- 1954 : Thunder Pass de Frank McDonald
- 1955 : Les Inconnus dans la ville ou Les Tueurs dans la ville (Violent Saturday) de Richard Fleischer
- 1955 : Las Vegas Shakedown de Sidney Salkow
- 1955 : Le Train du dernier retour (The View from Pompey's Head) de Philip Dunne
- 1956 : The Peacemaker (en) de Ted Post
- 1966 : Dominique (The Singing Nun) de Henry Koster